# Olympische Sommerspiele 1988/Leichtathletik – 10.000 m (Frauen)

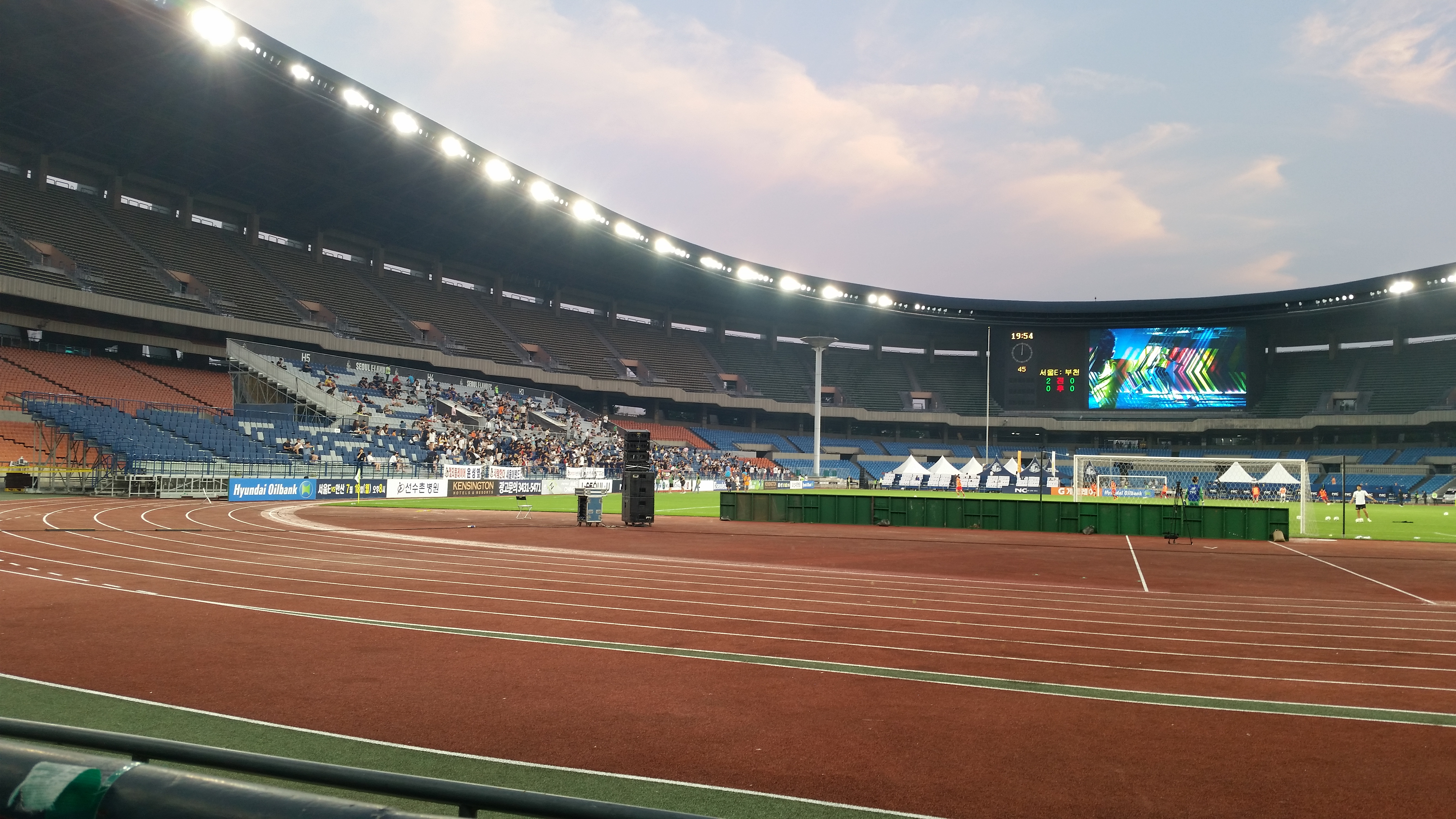
Innenraum des Olympiastadions im Jahr 2016

Der 10.000-Meter-Lauf der Frauen bei den Olympischen Spielen 1988 in Seoul wurde am 26. und 30. September 1988 in zwei Runden im Olympiastadion Seoul ausgetragen. 34 Athletinnen nahmen an der olympischen Premiere dieser Disziplin in der Leichtathletik der Frauen teil.
Erste Olympiasiegerin wurde Olga Bondarenko aus der Sowjetunion. Sie gewann vor der Britin Liz McColgan und Olena Schupijewa, ebenfalls aus der Sowjetunion.
Für die DDR nahm Kathrin Ullrich teil. Sie erreichte das Finale und wurde Vierte.

Die Schweizerin Martine Bouchonneau-Oppliger schied in der Vorrunde aus.

Läuferinnen aus der Bundesrepublik Deutschland, Österreich und Liechtenstein waren nicht am Start.

## Aktuelle Titelträgerinnen
| Olympiasiegerin 1984                      | Wettbewerb bei Olympischen Spielen bisher nicht ausgetragen | Wettbewerb bei Olympischen Spielen bisher nicht ausgetragen | Wettbewerb bei Olympischen Spielen bisher nicht ausgetragen |
| Weltmeisterin                             | Ingrid Kristiansen ( Norwegen)                              | 31:05,85 min                                                | Rom 1987                                                    |
| Europameisterin 1986                      | Ingrid Kristiansen ( Norwegen)                              | 30:23,25 min                                                | Stuttgart 1986                                              |
| Panamerikanische Meisterin 1987           | Marty Cooksey ( USA)                                        | 33:00,00 min                                                | Indianapolis 1987                                           |
| Zentralamerika und Karibik-Meisterin 1987 | Isabel Juárez ( Mexiko)                                     | 35:06,20 min                                                | Caracas 1987                                                |
| Südamerika-Meisterin 1987                 | Angélica de Almeida ( Brasilien)                            | 34:59,2 min                                                 | São Paulo 1987                                              |
| Asienmeisterin 1987                       | Wang Huabi ( Volksrepublik China)                           | 34:56,34 min                                                | Singapur 1987                                               |
| Afrikameisterin 1988                      | Maricanne Mukamurenzi ( Ruanda)                             | 33:03,98 min                                                | Annaba 1988                                                 |

## Rekorde

### Bestehende Rekorde
| Weltrekord         | 30:13,74 min                                               | Ingrid Kristiansen ( Norwegen)                             | Oslo, Norwegen                                             | 5. Juli 1986                                               |
| Olympischer Rekord | Wettbewerb bei Olympischen Spielen zuvor nicht ausgetragen | Wettbewerb bei Olympischen Spielen zuvor nicht ausgetragen | Wettbewerb bei Olympischen Spielen zuvor nicht ausgetragen | Wettbewerb bei Olympischen Spielen zuvor nicht ausgetragen |

### Erster olympischer Rekord / Rekordverbesserung
Zunächst wurde ein erster olympischer Rekord aufgestellt, der anschließend einmal verbessert wurde:
- 31:44,69 min (erster OR) – Ingrid Kristiansen (Norwegen), erster Vorlauf am 26. September
- 31:05,21 min (Rekordverbesserung) – Olga Bondarenko (Sowjetunion), Finale am 30. September

## Vorrunde
Datum: 26. September 1988
Die Athletinnen traten zu zwei Vorläufen an. Für das Finale qualifizierten sich pro Lauf die ersten acht Athletinnen. Darüber hinaus kamen die vier Zeitschnellsten, die sogenannten Lucky Loser, weiter. Die direkt qualifizierten Athletinnen sind hellblau, die Lucky Loser hellgrün unterlegt.

### Vorlauf 1
14:55 Uhr
| Platz | Name                         | Nation              | Zeit         | Anmerkung |
| ----- | ---------------------------- | ------------------- | ------------ | --------- |
| 1     | Ingrid Kristiansen           | Norwegen            | 31:44,69 min | erster OR |
| 2     | Olga Bondarenko              | Sowjetunion         | 31:47,67 min |           |
| 3     | Olena Schupijewa             | Sowjetunion         | 31:47,99 min |           |
| 4     | Kathrin Ullrich              | DDR                 | 31:51,40 min |           |
| 5     | Susan Lee                    | Kanada              | 31:51,42 min |           |
| 6     | Francie Larrieu Smith        | USA                 | 31.52,02 min |           |
| 7     | Albertina Machado            | Portugal            | 31:52,04 min |           |
| 8     | Wang Qinghuan                | Volksrepublik China | 32:04,52 min |           |
| 9     | Rosanna Munerotto            | Italien             | 32:06,76 min |           |
| 10    | Carole Rouillard             | Kanada              | 32:09,08 min |           |
| 11    | Carolyn Schuwalow            | Australien          | 32:10,05 min |           |
| 12    | Anne Audain                  | Neuseeland          | 32:10,73 min |           |
| 13    | Marleen Renders              | Belgien             | 32:11,49 min |           |
| 14    | Martine Bouchonneau-Oppliger | Schweiz             | 32:28,26 min |           |
| 15    | Ana Isabel Alonso            | Spanien             | 32:40,50 min |           |
| 16    | Angela Tooby                 | Großbritannien      | 33:26,57 min |           |
| 17    | Xie Lihua                    | Volksrepublik China | 33:28,13 min |           |
| 18    | Jeong Mi-ja                  | Südkorea            | 33:48,96 min |           |
| DNS   | Tuija Jousimaa               | Finnland            |              |           |
| DNS   | Maryse Justin                | Mauritius           |              |           |
| DNS   | Mariann Panfil               | Polen               |              |           |

### Vorlauf 2
15:40 Uhr
| Platz | Name                | Nation              | Zeit         |
| ----- | ------------------- | ------------------- | ------------ |
| 1     | Liz McColgan        | Großbritannien      | 32:11,95 min |
| 2     | Ljudmila Matwejewa  | Sowjetunion         | 32:12,87 min |
| 3     | Wang Xiuting        | Volksrepublik China | 32:13,00 min |
| 4     | Annette Sergent     | Frankreich          | 32:13,45 min |
| 5     | Albertina Dias      | Portugal            | 32:13,85 min |
| 6     | Lynn Nelson         | USA                 | 32:15,45 min |
| 7     | Nancy Tinari        | Kanada              | 32:16,27 min |
| 8     | Lynn Jennings       | USA                 | 32:18,44 min |
| 9     | Akemi Matsuno       | Japan               | 32:19,57 min |
| 10    | Christine McMiken   | Neuseeland          | 32:20,39 min |
| 11    | Jane Shields        | Großbritannien      | 32:46,07 min |
| 12    | Andrea Avraam       | Zypern              | 32:59,30 min |
| 13    | Hassania Darami     | Marokko             | 33:01,52 min |
| 14    | Jacqueline Perkins  | Australien          | 33:45,22 min |
| 15    | Godelieve Slegers   | Belgien             | 33:51,36 min |
| DNF   | Erika Fazekas       | Ungarn              |              |
| DNS   | Danièle Kaber       | Luxemburg           |              |
| DNS   | Mar Mar Min         | Birma               |              |
| DNS   | Ľudmila Melicherová | Tschechoslowakei    |              |
| DNS   | Kerstin Preßler     | BR Deutschland      |              |
| DNS   | Päivi Tikkanen      | Finnland            |              |

## Finale

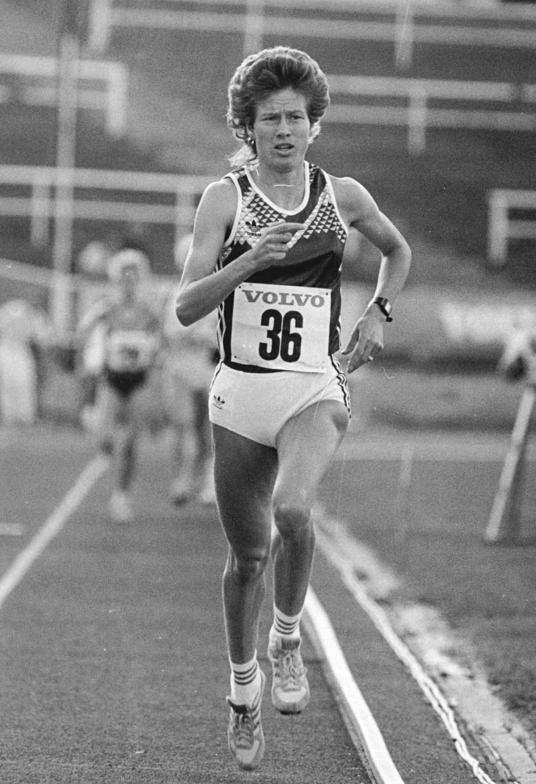
Die Olympiavierte Kathrin Ullrich

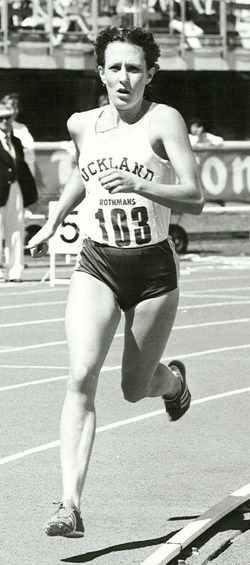
Anne Audain
belegte Rang elf

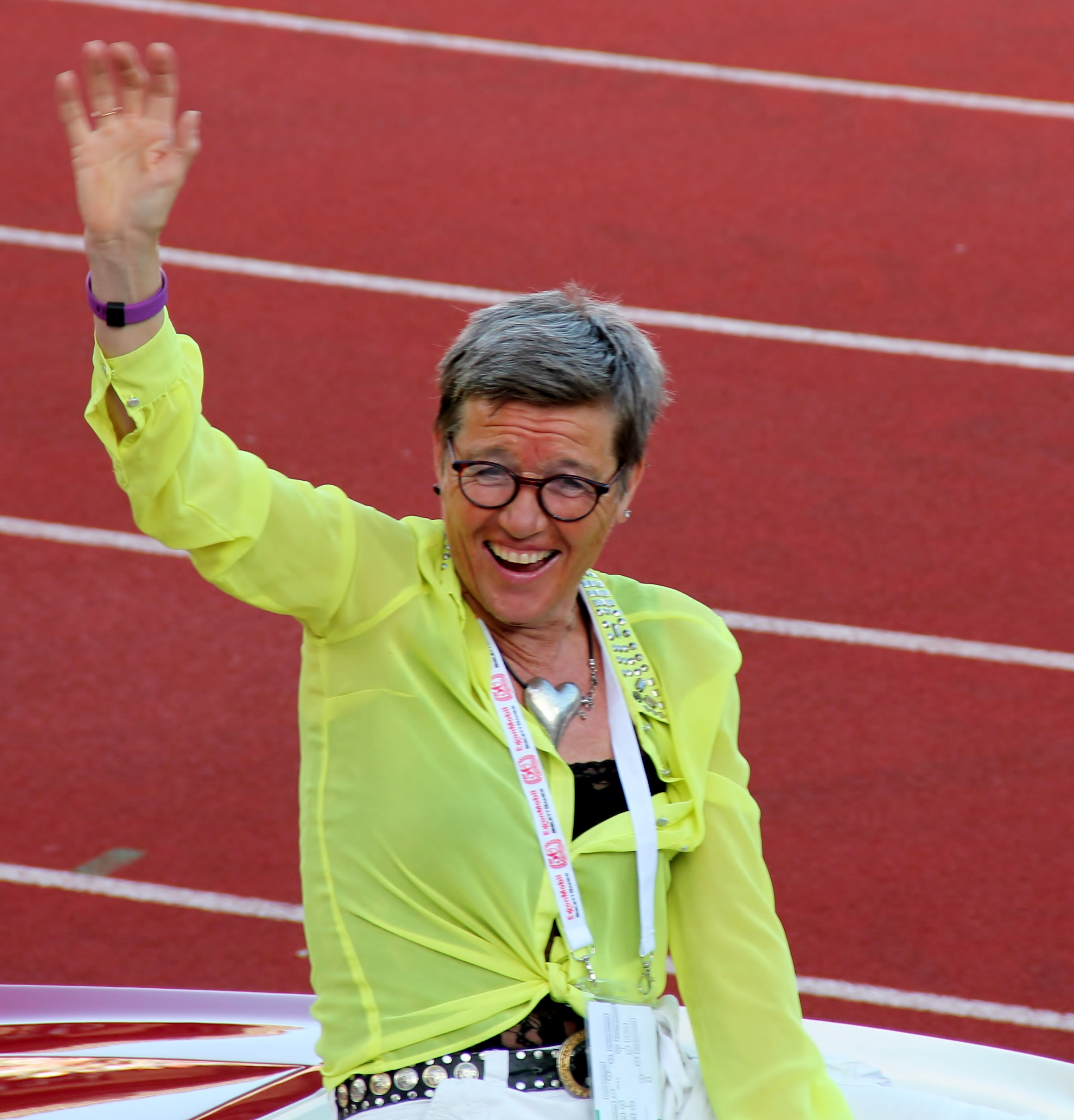
Mitfavoritin Ingrid Kristiansen
(Foto: 2015) musste das Rennen verletzungsbedingt aufgeben

Datum: 30. September 1988, 15:20 Uhr

### Zwischenzeiten
| Zwischenzeit- Marke | Zwischenzeit | Führende                                                         | 1000-m-Zeit |
| ------------------- | ------------ | ---------------------------------------------------------------- | ----------- |
| 1000 m              | 3:09,80 min  | Liz McColgan vor dem geschlossenen Feld                          | 3:09,80 min |
| 2000 m              | 6:23,30 min  | Liz McColgan vor dem geschlossenen Feld                          | 3:12,50 min |
| 3000 m              | 9:19,64 min  | Kathrin Ullrich, Olga Bondarenko, Olena Schupijewa, Liz McColgan | 2:56,34 min |
| 4000 m              | 12:24,13 min | Ullrich ca. 3 s vor McColgan, Schupijewa und Bondarenko          | 3:04,49 min |
| 5000 m              | 15:37,89 min | McColgan, Ullrich, Schupijewa, Bondarenko                        | 3:13,76 min |
| 6000 m              | 18:48,21 min | McColgan, Ullrich, Schupijewa, Bondarenko                        | 3:10,32 min |
| 7000 m              | 21:57,70 min | McColgan, Ullrich, Bondarenko, Schupijewa                        | 3:09,49 min |
| 8000 m              | 25:04,27 min | McColgan, Bondarenko, Schupijewa – Ullrich ca. 2 s zurück        | 3:06,57 min |
| 9000 m              | 28:09,26 min | McColgan, Bondarenko, Schupijewa                                 | 3:04,59 min |
| 10.000 m            | 31:05,21 min | Olga Bondarenko                                                  | 2:55,55 min |

### Endergebnis
| Platz | Name                  | Nation              | Zeit         | Anmerkung |
| ----- | --------------------- | ------------------- | ------------ | --------- |
| 1     | Olga Bondarenko       | Sowjetunion         | 31:05,21 min | OR        |
| 2     | Liz McColgan          | Großbritannien      | 31:08,44 min |           |
| 3     | Olena Schupijewa      | Sowjetunion         | 31:19,82 min |           |
| 4     | Kathrin Ullrich       | DDR                 | 31:29,27 min |           |
| 5     | Francie Larrieu Smith | USA                 | 31:35,52 min |           |
| 6     | Lynn Jennings         | USA                 | 31:39,93 min |           |
| 7     | Wang Xiuting          | Volksrepublik China | 31:40,23 min |           |
| 8     | Susan Lee             | Kanada              | 31:50,51 min |           |
| 9     | Albertina Machado     | Portugal            | 32:02,13 min |           |
| 10    | Albertina Dias        | Portugal            | 32:07,13 min |           |
| 11    | Anne Audain           | Neuseeland          | 32:10,47 min |           |
| 12    | Ljudmila Matwejewa    | Sowjetunion         | 32:12,27 min |           |
| 13    | Nancy Tinari          | Kanada              | 32:14,05 min |           |
| 14    | Rosanna Munerotto     | Italien             | 32:29,84 min |           |
| 15    | Lynn Nelson           | USA                 | 32:32,24 min |           |
| 16    | Carole Rouillard      | Kanada              | 32:41,43 min |           |
| 17    | Carolyn Schuwalow     | Australien          | 32:45,07 min |           |
| 18    | Wang Qinghuan         | Volksrepublik China | 32:49,86 min |           |
| 19    | Annette Sergent       | Frankreich          | 33:17,38 min |           |
| DNF   | Ingrid Kristiansen    | Norwegen            |              |           |

Für das Finale hatten sich jeweils drei Läuferinnen aus der Sowjetunion, Kanada und den USA sowie zwei Athletinnen aus China und Portugal qualifiziert. Komplettiert wurde das Starterfeld mit jeweils einer Starterin aus der DDR, Australien, Frankreich, Italien, Neuseeland, Norwegen und Großbritannien.
Als Favoritin galt die norwegische Welt- und Europameisterin Ingrid Kristiansen, die zudem auch Weltrekordinhaberin war. Allerdings laborierte sie an einer Fußverletzung. Ihre schärfsten Konkurrentinnen waren die beiden sowjetischen Läuferinnen Jelena Schupijewa, Vizeweltmeisterin, und Olga Bondarenko, WM-Vierte, sowie die WM-Dritte Kathrin Ullrich aus der DDR und die WM-Fünfte Liz McColgan aus Großbritannien.
Im Finale führte Kristiansen das Feld zunächst an, bevor McColgan die Spitze übernahm. Kristiansen war weiter mit vorne im geschlossenen Feld dabei, musste nach siebeneinhalb Runden jedoch wegen ihrer Verletzung aufgeben. Das Tempo war hoch und Ullrich, die nun die Führung übernahm, forcierte zwischen dem zweiten und dritten Kilometer noch einmal deutlich. Zwischenzeitlich konnte sie sich ein paar Meter vor ihren Verfolgerinnen absetzten, wurde jedoch wieder eingeholt. So bildete sich eine vierköpfige Spitzengruppe mit Ullrich, McColgan, Bondarenko und Schupijewa. Das Tempo wurde wieder etwas langsamer, blieb jedoch in einem Spitzenbereich. Ab Streckenhälfte übernahm McColgan wieder die Führung und bis fünf Runden vor Schluss blieb die Vierergruppe zusammen. Dort musste Ullrich abreißen lassen. McColgan zog ihre Bahnen in gleichbleibend hohem Tempo weiter und ab Kilometer neun konnte auch Schupijewa nicht mehr folgen. Zweihundert Meter vor dem Ziel überspurtete Olga Bondarenko die Britin und lief unangefochten zum Olympiasieg. Liz McColgan gewann die Silbermedaille, Olena Schupijewa wurde Dritte vor Kathrin Ullrich. Mit deutlichem Abstand liefen die beiden US-Amerikanerinnen Francie Larrieu Smith und Lynn Jennings als Fünfte und Sechste ins Ziel.

## Video
- 10,000m Final Women - 1988, youtube.com, abgerufen am 7. Dezember 2021